# Lamérac
Lamérac est une ancienne commune du sud-ouest de la France, située dans le département de la Charente, en région Nouvelle-Aquitaine, devenue le 1er janvier 2016 une commune déléguée au sein de la commune nouvelle de Montmérac, avec Montchaude.

## Géographie

### Localisation et accès
Lamérac est une commune du Sud Charente limitrophe avec la Charente-Maritime située à 7 km au sud-ouest de Barbezieux et 38 km au sud-ouest d'Angoulême. 
Lamérac est aussi à 6 km au nord de Baignes, le chef-lieu de son canton, 17 km de Jonzac et 30 km de Cognac.
La commune est dans une enclave du canton de Baignes dans celui de Barbezieux.
Lamérac est situé 4 km à l'ouest de la N 10 entre Angoulême et Bordeaux. La D 3 (D 2 en Charente-Maritime), route de Barbezieux à Jonzac, passe à 3 km au nord du bourg, qui est desservi par la D 38 et fait la limite de commune au sud-est, route secondaire reliant Barbezieux à Baignes, et la D 125 et la D 447 qui rattrapent la D.3.

### Hameaux et lieux-dits
Le bourg de Lamérac est situé quasiment à la limite de commune avec Montchaude. La D38 fait la limite mais celle-ci fait un léger décrochement au niveau du bourg.
La commune compte un hameau important, la Vergne au nord, et de nombreux petits hameaux : Phélipaud, chez Jadeau, les Tortues au sud, chez Michelet, etc. et surtout de nombreuses fermes.

### Communes limitrophes
| Saint-Ciers-Champagne (Charente-Maritime) | Guimps                   |                        |
| Saint-Maigrin (Charente-Maritime)         | Lamérac                  | Montchaude (Montmérac) |
|                                           | Baignes-Sainte-Radegonde |                        |

### Géologie et relief

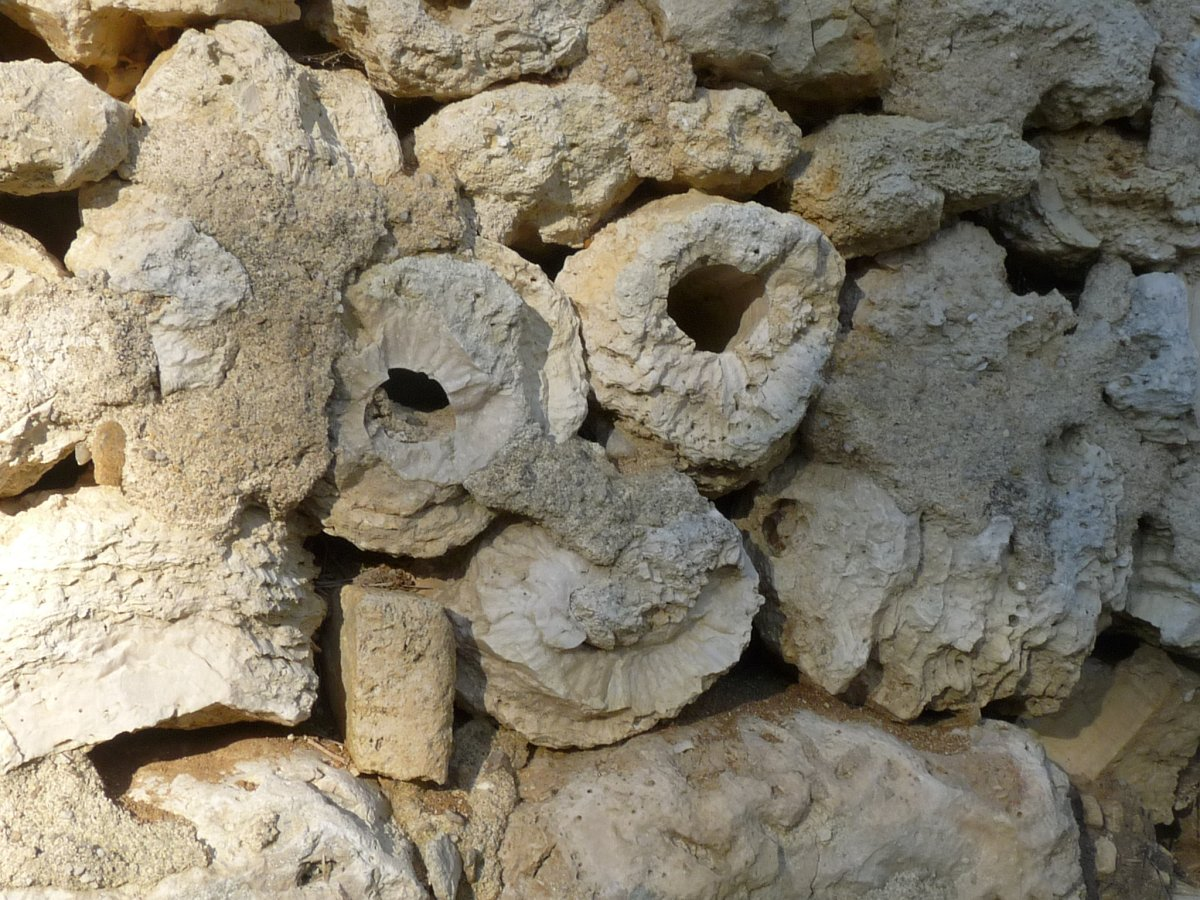
Rudistes dans un mur à Phélipaud

La moitié nord de la commune est située dans le Campanien, calcaire crayeux du Crétacé supérieur qui occupe une grande partie sud des Charentes et qu'on appelle la Champagne charentaise. Le hameau de Phélipaud a la particularité d'avoir des murs construits en rudistes fossiles du Campanien; on y trouve en particulier Hippurites radiosus et Lapeirousia jouanneti.
La moitié sud de la commune est occupée par du sable kaolinique, argiles et galets du Tertiaire, terrains pauvres et boisés en pins maritimes de la Double saintongeaise,,.
Le relief de la commune est celui de bas plateaux vallonnés. Le point culminant est à une altitude de 113 m, situé au sud du bourg, aux Tortues (borne IGN). Le point le plus bas de la commune est à 61 m, situé à son extrémité nord-ouest le long du Petit Trèfle (chez Jadeau). Le bourg, situé dans la vallée du Petit Trèfle est à 80 m d'altitude.

### Hydrographie
Le Petit Trèfle, affluent du Trèfle et sous-affluent de la Charente par la Seugne, traverse la commune du sud-est au nord-ouest et passe au bourg.
Le sud de la commune confine à l'étang de Saint-Maigrin (Charente-Maritime) où coule le Tâtre, autre affluent du Trèfle. On trouve le petit étang Barbet.
La commune comporte quelques fontaines, comme celle du Pain Cuit au sud du bourg, ou la Font Monnerelle à Phélipaud, alimentant un court affluent du Petit Trèfle. Le long de ce dernier on trouve aussi la Font Ninin et la Font d'Arceau.

### Climat
Comme dans les trois quarts sud et ouest du département, le climat est océanique aquitain.

## Toponymie
Les formes anciennes sont Lamairac au XIe siècle, Lamarac, Lamariaco, Lameyrac en 1330, Lameirac au XIIIe siècle.
L'origine du nom de Lamérac remonterait à un nom de personne germanique Lathomar plutôt que gaulois Lamarius ou Latumaros auquel est apposé le suffixe -acum, ce qui correspondrait à « domaine de Lathomar »,.

## Histoire
Le cartulaire de l'abbaye de Baignes nous indique que Lamérac a eu des seigneurs particuliers dès le XIe siècle. Plus tard au Moyen Âge, cette paroisse fit partie des domaines de la châtellenie de Barbezieux.
Lamérac était le siège d'un prieuré de Bénédictins dépendant de l'abbaye de Baignes. Le premier curé connu est cité en 1223.

## Administration
| Période                                  | Période       | Identité          | Étiquette | Qualité     |
| ---------------------------------------- | ------------- | ----------------- | --------- | ----------- |
| Les données manquantes sont à compléter. |               |                   |           |             |
| 2001                                     | décembre 2015 | Michel Mouchebœuf | SE        | Agriculteur |

## Démographie

### Évolution démographique
L'évolution du nombre d'habitants est connue à travers les recensements de la population effectués dans la commune depuis 1793. À partir du 1er janvier 2009, les populations légales des communes sont publiées annuellement dans le cadre d'un recensement qui repose désormais sur une collecte d'information annuelle, concernant successivement tous les territoires communaux au cours d'une période de cinq ans. 
Pour les communes de moins de 10 000 habitants, une enquête de recensement portant sur toute la population est réalisée tous les cinq ans, les populations légales des années intermédiaires étant quant à elles estimées par interpolation ou extrapolation. Pour la commune, le premier recensement exhaustif entrant dans le cadre du nouveau dispositif a été réalisé en 2007,.
En 2013, la commune comptait 200 habitants, en évolution de +3,09 % par rapport à 2008 (Charente : +0,65 %, France hors Mayotte : +2,49 %).
| 1793 | 1800 | 1806 | 1821 | 1831 | 1841 | 1846 | 1851 | 1856 |
| ---- | ---- | ---- | ---- | ---- | ---- | ---- | ---- | ---- |
| 590  | 569  | 544  | 567  | 525  | 535  | 521  | 511  | 510  |

| 1861 | 1866 | 1872 | 1876 | 1881 | 1886 | 1891 | 1896 | 1901 |
| ---- | ---- | ---- | ---- | ---- | ---- | ---- | ---- | ---- |
| 484  | 436  | 414  | 390  | 386  | 353  | 321  | 329  | 305  |

| 1906 | 1911 | 1921 | 1926 | 1931 | 1936 | 1946 | 1954 | 1962 |
| ---- | ---- | ---- | ---- | ---- | ---- | ---- | ---- | ---- |
| 327  | 307  | 292  | 278  | 270  | 260  | 249  | 254  | 248  |

| 1968 | 1975 | 1982 | 1990 | 1999 | 2007 | 2012 | 2013 | - |
| ---- | ---- | ---- | ---- | ---- | ---- | ---- | ---- | - |
| 201  | 188  | 183  | 186  | 216  | 197  | 196  | 200  | - |

### Pyramide des âges
| Hommes | Classe d’âge | Femmes |
| ------ | ------------ | ------ |
| 1,9    | 90 ans ou +  | 1,1    |
| 6,6    | 75 à 89 ans  | 14,3   |
| 13,2   | 60 à 74 ans  | 7,7    |
| 25,5   | 45 à 59 ans  | 30,8   |
| 21,7   | 30 à 44 ans  | 22,0   |
| 13,2   | 15 à 29 ans  | 9,9    |
| 17,9   | 0 à 14 ans   | 14,3   |

| Hommes | Classe d’âge | Femmes |
| ------ | ------------ | ------ |
| 0,5    | 90 ans ou +  | 1,6    |
| 8,2    | 75 à 89 ans  | 11,8   |
| 15,2   | 60 à 74 ans  | 15,8   |
| 22,3   | 45 à 59 ans  | 21,5   |
| 20,0   | 30 à 44 ans  | 19,2   |
| 16,7   | 15 à 29 ans  | 14,7   |
| 17,1   | 0 à 14 ans   | 15,4   |

## Économie

### Agriculture
La viticulture occupe une partie de l'activité agricole. La commune est classée dans les Fins Bois, dans la zone d'appellation d'origine contrôlée du cognac.

## Lieux et monuments
- L'église paroissiale Saint-Saturnin était un ancien prieuré de Bénédictins. L'édifice a été construit au XIIe et XIIIe siècles et restauré au XIXe siècle[13].

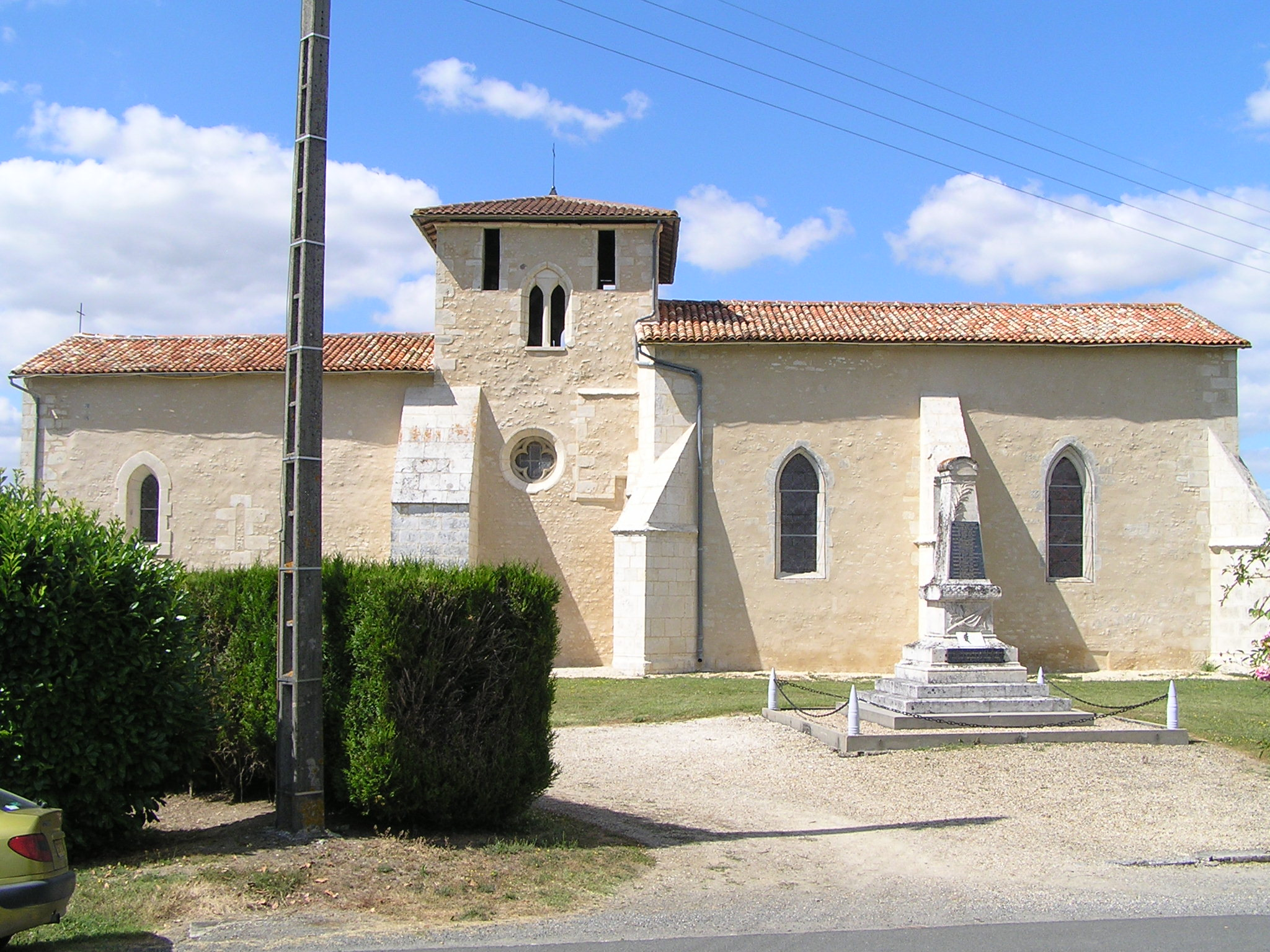
Vue générale
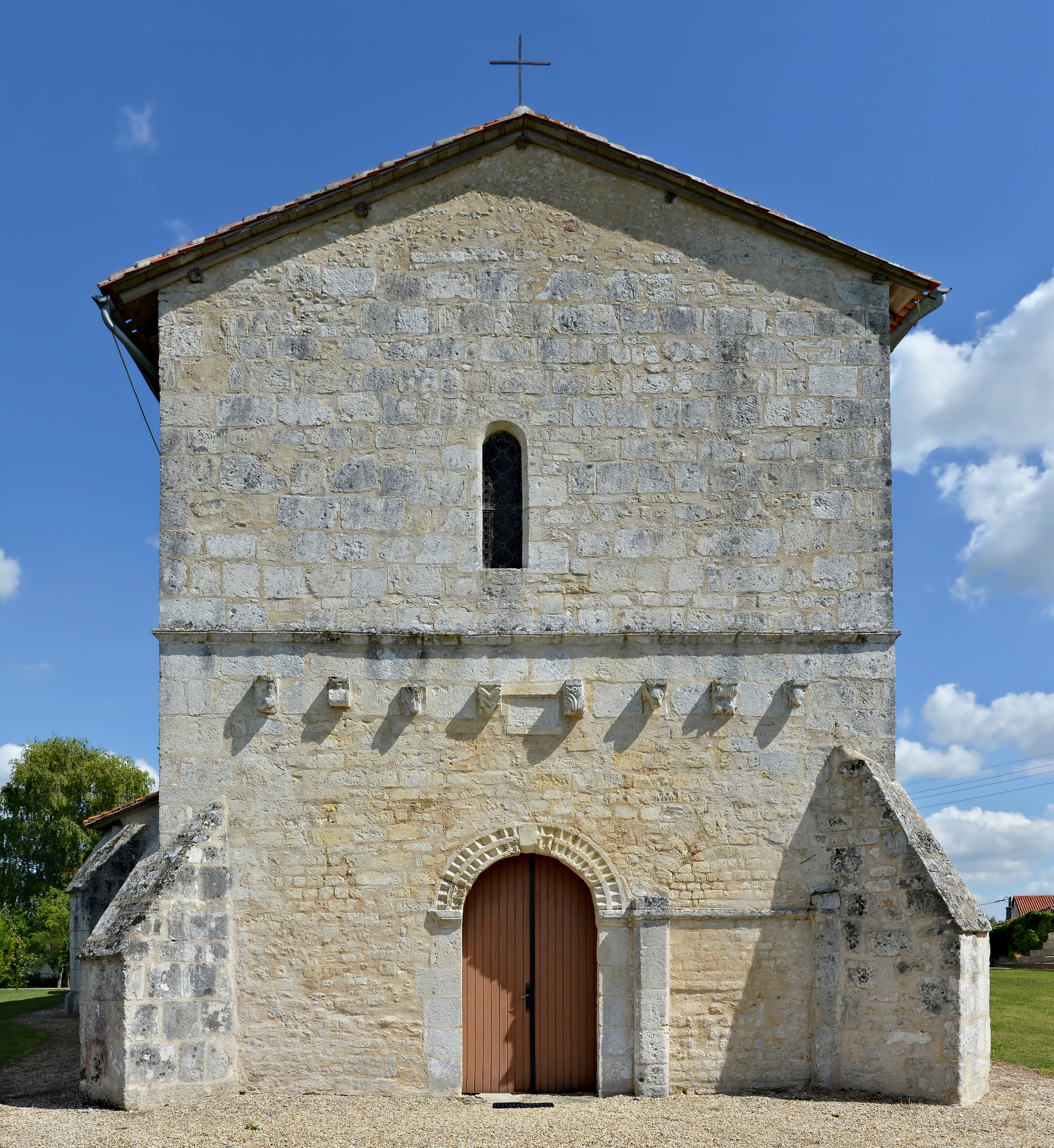
La façade
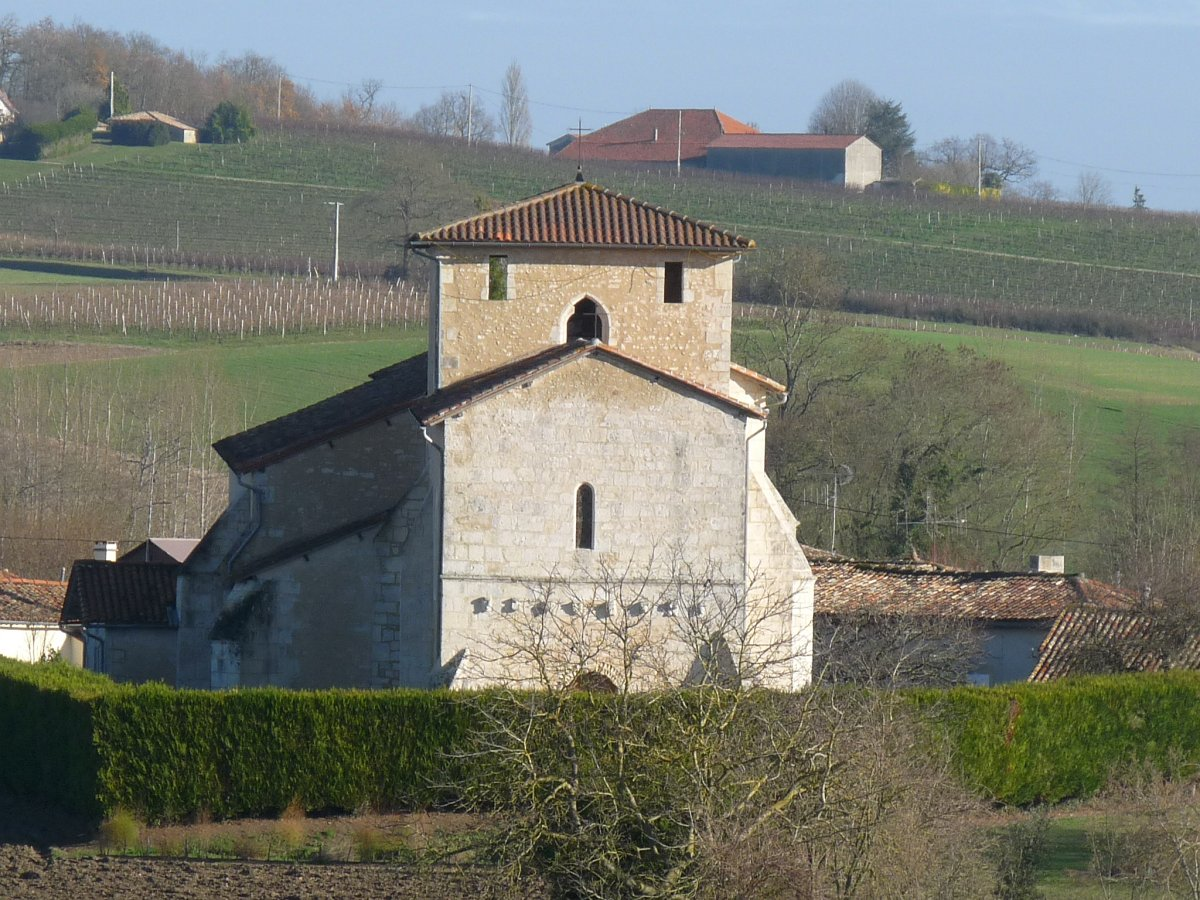
Vue de l'ouest

- L'étang de la Vergne, aux eaux turquoise, offre une baignade non surveillée, ouverte du 1er juin au 31 août. En 2011, c'est l'un des 17 lieux de baignade agréés du département. Propriété communale, la pêche y est interdite[21].

## Personnalités liées à la commune
- L'écrivain Philippe Besson y a passé son enfance, expliquant dans un entretien qu'il vient d'un « endroit qui n’existe pas pour les gens ou qui n’existe plus administrativement.», la commune ayant été fusionnée[22].